# Takahiro Sunada
Takahiro Sunada (japonsky 砂田貴裕, Sunada Takahiro; * 19. ledna 1973) je bývalý japonský běžec na dlouhé vzdálenosti (ultramaratonec). V současnosti je držitelem světového rekordu v běhu na vzdálenost 100 kilometrů časem 6:13:33 hodin. Tento rekordní výkon vytvořil na jezeře Saroma-Tokoro dne 21. června 1998. Každý ze sta kilometrů tehdy běžel průměrně za 3:44 minuty, neboli rychlostí 16,1 km/h.
Na maratonské trati má Sunada osobní rekord 2:10:07 hod. z Berlína (10. září 2000), kde doběhl na čtvrtém místě.